# Гвадалупе Нетел
Гвадалупе Нетел (енгл. Guadalupe Nettel, Мексико Сити, 1973) је мексичка књижевница. Објавила је четири романа, укључујући The Body Where I Was Born (Тело где сам рођена) (2011) и After the Winter (После зиме) (2014). Добитница је књижевних награда Premio de Narrativa Breve Ribera del Duero и Premio Herralde literary awards. Била је сарадник Granta, The White Review, El País, The New York Times, La Repubblica и La Stampa. Њена дела су преведена на 17 језика. Уредница је Revista de la Universidad de México, најстаријег културног часописа у Мексику.

## Живот
Гвадалупе Нетел је рођена у Мексико Ситију, а део детињства провела је на југу Француске. Од малих ногу је патила од проблема са очима због урођеног стања једног ока, вероватно Петерсовог синдрома. Због тога је била жртва малтретирања, чињеница која је, према Нетеловим речима, била један од разлога који ју је навео да се склони у књиге и почне да пише.  Докторирала је лингвистику на École des Hautes Études en Sciences Sociales у Паризу. Сарадница је у разним часописима и публикацијама, укључујући Granta, El País, The New York Times, La Repubblica and La Stampa. Уредница је  Revista de la Universidad de México Националног аутономног универзитета Мексика (UNAM).
Објављивала је у неколико жанрова, како белетристике, тако и публицистике. Њена збирка кратких причаEl matrimonio de los peces rojos освојила је награду Premio Internacional de Narrativa Breve Ribera del Duero  и од тада је преведена на енглески под насловом Natural Histories. Добитница је награде Premio Herralde 2014. за роман Después del invierno (После зиме).
Године 2007. проглашена је за једну од Богота 39, листа најперспективнијих младих латиноамеричких писаца млађих од тридесет девет година објављену на Hay Festival Bogota. 
Објавила је три књиге белетристике на енглеском језику за Seven Stories Press: Natural Histories (2014),  The Body Where I was Born (Тело где сам рођен) (2015),  и Bezoar And Other Unsettling Stories (Безоар и друге узнемирујуће приче) (2020). Тело где сам рођен је препознато на дугој листи три процента најбоље преведене књиге и као финалиста Међународне награде за књижевност у Нојштату.

### Новеле
- El huésped 2006. -  9788433971289
- El cuerpo en que nací 2011. - {ISBN|9788433933201}}
- Después del invierno 2014. -  9788433997845
- La hija única 2020. -  9788433999061

### Приче
- Les jours fossiles 2002. -  9782914963015
- Pétalos y otras historias incómodas 2008. -  9788433971661
- El matrimonio de los peces rojos 2013. -  9786079278335
- Natural Histories Природне историје 2014. -  9781609805517
- Bezoar And Other Unsettling Stories (Безоар и друге узнемирујуће приче) 2020. -  9781609809584

### Есеји
- Para entender a Julio Cortázar 2008. -  9789685447973
- Octavio Paz. Las palabras en libertad 2014. -  978-607-11-3487-5

### Награде и признања
- На дугој листи за Међународну Букерову награду (2023) за Still Born (Мртворођене) [7]
- У ужем избору за Oxford-Weidenfeld Translation Prize (2021)
- Добитник књижевне стипендије Борчард фондације (2021)
- Добитник награде Каламо (2020)
- Финалиста Међународне награде за књижевност Нојштат (2016)
- Добитник XXXII Premio Herralde de Novela (2014) за After the Winter (После зиме) [8]
- Добитник награде III Premio de Narrativa Breve Ribera del Duero (2013) [9]
- Добитник Награде Ана Сегерс (2009)
- Добитник Националне награде за књижевност Гилберто Овен (2008)
- Добитник награде Alliance française за младе  ауторе (1992)